# Karl Wittig
Karl Wittig (11 de noviembre de 1890-4 de septiembre de 1958) fue un deportista alemán que compitió en ciclismo en la modalidad de pista. Ganó una medalla de bronce en el Campeonato Mundial de Ciclismo en Pista de 1923, en la prueba de medio fondo.

## Medallero internacional
| Campeonato Mundial | Campeonato Mundial | Campeonato Mundial | Campeonato Mundial |
| Año                | Lugar              | Medalla            | Competición        |
| ------------------ | ------------------ | ------------------ | ------------------ |
| 1923               | Zúrich (Suiza)     | Medalla de bronce  | Medio fondo (P)    |